# Cerro El Cóndor
Cerro El Cóndor je neaktivní stratovulkán nacházející se v Argentině. Je to jeden z mála masivnějších stratovulkánů (výška 6532 m n. m.), ležící zcela na argentinském území (většina sopečných útvarů Argentiny je soustředěna podél hranic s Chile). Sopka leží v starší, 2,5 km široké kaldeře a její vrchol je pokryt několika krátery a sypanými kužely, které byly zdroji více lávových proudů. Samotné centrum je starší (pleistocén) a satelitní krátery vyprodukovaly i mladší (holocén) lávy.